# Sisymbrium brassiciforme
Sisymbrium brassiciforme är en korsblommig växtart som beskrevs av Carl Anton von Meyer. Sisymbrium brassiciforme ingår i släktet gatsenaper, och familjen korsblommiga växter. Inga underarter finns listade i Catalogue of Life.